# 中部地方整備局
中部地方整備局（ちゅうぶちほうせいびきょく）は、国土交通省の地方支分部局である地方整備局の一つ。中部地方のうち東海地方の土木建築行政全般を管轄する。岐阜県、静岡県、愛知県、三重県を管轄地域とする。

## 所在地および管轄区域
- 本局所在地：〒460-8514 愛知県名古屋市中区三の丸二丁目5番1号
（港湾空港部：〒454-0000 愛知県名古屋市港区築地町2番地）

- 管轄地域：岐阜県、静岡県、愛知県、三重県[1]
  - 河川管理については、一級水系単位で管轄区分がなされるため、上記各県内の河川のうち神通川水系、酒匂川水系、富士川水系、淀川水系、熊野川水系、庄川水系及び九頭竜川水系については管轄区域に含まれない。また、天竜川水系及び矢作川水系の長野県内の区域、木曽川水系の滋賀県内・長野県内の区域、雲出川水系の奈良県内の区域、銚子川水系の奈良県内の区域は管轄区域に含まれる[2]。
  - 道路改築・管理については、長野県の国道19号の塩尻市高出交差点西側以西、国道153号及び国道474号（三遠南信自動車道）、福井県の中部縦貫自動車道油坂出入口以東、奈良県の名阪国道針IC以東についても管轄区域に含まれる[2]。

## 沿革
- 1878年（明治11年） - 岐阜県羽島郡竹鼻村（現在の羽島市）に「内務省木曽川土木局出張所」を設置[3]。
- 1886年（明治19年） - 内務省第四区土木監督署（現在の近畿地方整備局）の出先機関「第四区土木監督署派出所」となり、庁舎を岐阜県安八郡大垣町（現在の大垣市）に移転。翌年には庁舎を三重県桑名郡桑名町（現在の桑名市）に再移転。
- 1894年（明治27年） - 組織改編（第四区土木監督署の分割）により新たな「内務省第四区土木監督署」となり、庁舎を名古屋市中区南久屋町に移転。翌年には庁舎を名古屋市東区上堅杉町に再移転。
- 1905年（明治38年） - 「内務省名古屋土木出張所」に改組。
- 1913年（大正2年） - 「内務省名古屋土木出張所」を廃止（東京第2土木出張所に合併）、中部地方から出先機関が一時消滅。
- 1923年（大正12年） - 「内務省名古屋土木出張所」再設置（庁舎は上堅杉町に置く）。
- 1943年（昭和18年） - 「内務省中部土木出張所」に改称。
- 1948年（昭和23年） - 内務省解体に伴い総理府の出先機関である「建設院中部地方建設局」に移管。同年、「建設省中部地方建設局」に改組。
- 1951年（昭和26年） - 中部地方建設局庁舎を名古屋市昭和区狭間町に移転
- 1953年（昭和28年） - 天竜川水系上流部が関東地方建設局から中部地方建設局へ移管。
- 1958年（昭和33年） - 富山県・石川県内の事務所（金沢営繕工事事務所を除く）を北陸地方建設局へ所属換え。
- 1961年（昭和36年） - 運輸省伊勢湾港湾建設部が発足（港湾建設部の前身）
- 1964年（昭和39年） - 官制改正により、伊勢湾港湾建設部を第五港湾建設局に改称。
- 1967年（昭和42年） - 中部地方建設局庁舎を現在地の名古屋市中区三の丸に移転。
- 1980年（昭和55年） - 金沢営繕工事事務所を関東地方建設局へ所属換え。
- 2001年（平成13年）1月6日 - 省庁再編により国土交通省発足。建設省中部地方建設局と、運輸省第五港湾建設局を統合し国土交通省中部地方整備局を設置。
- 2016年（平成28年）4月1日 - 奈良県内の名阪国道針IC以東が近畿地方整備局から中部地方整備局へ移管。

## 出先機関
| 名称                         | 区分                          | 管轄区域・施設 | 所在地               |
| ---------------------------- | ----------------------------- | --- | -------------------- |
| 多治見砂防国道事務所         | 砂防                          | 木曽川 庄内川 | 岐阜県多治見市       |
| 多治見砂防国道事務所         | 道路                          | 国道19号 国道21号 国道475号（東海環状自動車道）                                                                                        | 岐阜県多治見市       |
| 木曽川上流河川事務所         | 河川                          | 木曽川 長良川 揖斐川 | 岐阜県岐阜市         |
| 木曽川上流河川事務所         | 国営公園                      | 国営木曽三川公園 | 岐阜県岐阜市         |
| 越美山系砂防事務所           | 砂防                          | 揖斐川 | 岐阜県揖斐郡揖斐川町 |
| 新丸山ダム工事事務所         | ダム再開発                    | 新丸山ダム（木曽川） | 岐阜県加茂郡八百津町 |
| 岐阜国道事務所               | 道路                          | 国道21号 国道22号 国道41号 国道156号 国道158号・中部縦貫自動車道 国道258号 国道475号（東海環状自動車道）                               | 岐阜県岐阜市         |
| 高山国道事務所               | 道路                          | 国道41号 国道158号・中部縦貫自動車道                                                                                                   | 岐阜県高山市         |
| 沼津河川国道事務所           | 河川                          | 狩野川 | 静岡県沼津市         |
| 沼津河川国道事務所           | 砂防                          | 狩野川 伊豆東部火山群 | 静岡県沼津市         |
| 沼津河川国道事務所           | 海岸                          | 伊豆半島沿岸 駿河湾沿岸 | 静岡県沼津市         |
| 沼津河川国道事務所           | 道路                          | 国道1号 国道138号 国道246号 国道414号（伊豆縦貫自動車道）                                                                              | 静岡県沼津市         |
| 浜松河川国道事務所           | 河川                          | 天竜川 菊川 | 静岡県浜松市中央区   |
| 浜松河川国道事務所           | 海岸調査                      | 遠州灘沿岸 | 静岡県浜松市中央区   |
| 浜松河川国道事務所           | 道路                          | 国道1号 国道474号（三遠南信自動車道）                                                                                                  | 静岡県浜松市中央区   |
| 静岡河川事務所               | 河川                          | 安倍川 大井川 | 静岡県静岡市葵区     |
| 静岡河川事務所               | 砂防                          | 安倍川 | 静岡県静岡市葵区     |
| 静岡河川事務所               | 海岸                          | 伊豆半島沿岸 駿河湾沿岸 | 静岡県静岡市葵区     |
| 富士砂防事務所               | 砂防                          | 富士山 薩捶山 | 静岡県富士宮市       |
| 静岡国道事務所               | 道路                          | 国道1号 国道52号 国道139号 吉田町道古川川尻一号線（古川橋）                                                                            | 静岡県静岡市葵区     |
| 庄内川河川事務所             | 河川                          | 庄内川 | 愛知県名古屋市北区   |
| 豊橋河川事務所               | 河川                          | 豊川 矢作川 | 愛知県豊橋市         |
| 豊橋河川事務所               | 海岸                          | 遠州灘沿岸 三河湾・伊勢湾沿岸 | 愛知県豊橋市         |
| 設楽ダム工事事務所           | ダム建設                      | 設楽ダム（豊川） | 愛知県新城市         |
| 名古屋国道事務所             | 道路                          | 国道1号 国道19号 国道22号 国道23号 国道41号 国道153号 国道155号 国道302号（名古屋環状2号線）                                           | 愛知県名古屋市瑞穂区 |
| 愛知国道事務所               | 道路                          | 国道1号 国道19号 国道22号 国道41号 国道155号 国道247号 国道302号（名古屋環状2号線） 国道475号（東海環状自動車道） 近畿自動車道伊勢線   | 愛知県名古屋市千種区 |
| 名四国道事務所               | 道路                          | 国道1号 国道23号 国道153号 国道155号 国道302号（名古屋環状2号線） 国道475号（東海環状自動車道）                                        | 愛知県名古屋市瑞穂区 |
| 三重河川国道事務所           | 河川                          | 鈴鹿川 雲出川 櫛田川 宮川 | 三重県津市           |
| 三重河川国道事務所           | 海岸調査                      | 三河湾・伊勢湾沿岸 熊野灘沿岸 | 三重県津市           |
| 三重河川国道事務所           | 道路                          | 国道1号 国道23号 国道25号 国道258号 | 三重県津市           |
| 木曽川下流河川事務所         | 河川                          | 木曽川 揖斐川 長良川 | 三重県桑名市         |
| 木曽川下流河川事務所         | 国営公園                      | 国営木曽三川公園 | 三重県桑名市         |
| 紀勢国道事務所               | 道路                          | 国道23号 国道42号 近畿自動車道尾鷲多気線                                                                                               | 三重県松阪市         |
| 北勢国道事務所               | 道路                          | 国道1号 国道25号 国道475号（東海環状自動車道）                                                                                         | 三重県四日市市       |
| 天竜川上流河川事務所         | 河川 砂防                     | 天竜川 | 長野県駒ヶ根市       |
| 三峰川総合開発工事事務所     | ダム再開発                    | 美和ダム（三峰川） | 長野県伊那市         |
| 飯田国道事務所               | 道路                          | 国道19号 国道153号 国道474号（三遠南信自動車道）                                                                                       | 長野県飯田市         |
| 天竜川ダム統合管理事務所     | ダム管理                      | 天竜川上流ダム群 小渋ダム（小渋川） 美和ダム（三峰川）                                                                                 | 長野県上伊那郡中川村 |
| 木曽川水系ダム統合管理事務所 | ダム群連携                    | 木曽川上流ダム群 味噌川ダム（木曽川） 丸山ダム（木曽川） 阿木川ダム（阿木川） 岩屋ダム（馬瀬川） 徳山ダム（揖斐川） 横山ダム（揖斐川） | 岐阜県岐阜市         |
| 木曽川水系ダム統合管理事務所 | ダム管理                      | 丸山ダム（木曽川） 横山ダム（揖斐川）                                                                                                  | 岐阜県岐阜市         |
| 長島ダム管理所               | ダム管理                      | 長島ダム（大井川） | 静岡県榛原郡川根本町 |
| 矢作ダム管理所               | ダム管理                      | 矢作ダム（矢作川） | 愛知県豊田市         |
| 蓮ダム管理所                 | ダム管理                      | 蓮ダム（蓮川） | 三重県松阪市         |
| 中部技術事務所               | 建設技術 調査・試験・開発     | | 愛知県名古屋市東区   |
| 中部道路メンテナンスセンター | 道路                          | | 愛知県名古屋市東区   |
| 静岡営繕事務所               | 官庁営繕                      | 静岡県 | 静岡県静岡市葵区     |
| 清水港湾事務所               | 港湾整備                      | 清水港 御前崎港 田子の浦港 下田港 | 静岡県静岡市清水区   |
| 名古屋港湾事務所             | 港湾整備                      | 名古屋港 | 愛知県名古屋市港区   |
| 三河港湾事務所               | 港湾整備                      | 三河港 衣浦港 | 愛知県豊橋市         |
| 四日市港湾事務所             | 港湾整備                      | 四日市港 津松阪港 | 三重県四日市市       |
| 名古屋港湾空港技術調査事務所 | 港湾空港技術 調査・試験・開発 | | 愛知県名古屋市南区   |

- 廃止組織
  - 東海幹線道路調査事務所（2009年（平成21年）3月31日廃止）[5]
  - 小里川ダム管理所（2010年（平成22年）3月31日廃止）[6]
  - 横山ダム工事事務所（2011年（平成23年）3月31日廃止）[7]
  - 丸山ダム管理所（2021年（令和3年）3月31日廃止）[8]